# Google Buzz
Google Buzz е уебсайт – услуга за социална мрежа, разработена от Google и създадена да бъде част от предлаганата от фирмата програма за уеб базирана поща, Gmail. Работи между февруари 2010 и декември 2011, след което е преустановена. На нейно място идва Google+.
В мрежата Google Buzz потребителите могат да споделят препратки, снимки, видео, съобщения за статута си и да публикуват коментари. Дизайнът и функционалността са създадени така, че всичко да е организирано като „разговор“ и е достъпно в пощата на потребителите.
Buzz позволява на потребителите да споделят своето съдържание публично с всички или само с група от приятели. Към 2010 към услугата са интегрирани Picasa, Flickr, Google Reader, YouTube, Blogger, FriendFeed, identi.ca и Twitter. В създаването на Buzz анализаторите виждат опит на Google да се съревновават със социални сайтове като Facebook и услуги за микроблогване като Twitter. Buzz включва в дизайна си някои интерфейсни елементи от други продукти на Google (напр. Google Reader) като например възможността някое публикувано съдържание да бъде „харесвано“.
В свое изказване Сергей Брин заявява, че предлагането на услуга за социални комуникации, ще спомогне да се запълни пропастта между работа и забавление.